# 蒂卡姆西鎮區 (密歇根州)
蒂卡姆西鎮區（英語：Tecumseh Township）是位於美國密歇根州萊納維縣的一個行政鎮區。

## 地方資料
蒂卡姆西鎮區的面積為34.20平方千米，當中陸地面積為34.00平方千米，而水域面積為0.20平方千米。根據2020年美國人口普查的數據，當地共有人口2042人，而人口密度為每平方千米59.71人。